# Touro, A Coruña
Touro là một đô thị của Tây Ban Nha ở tỉnh A Coruña trong cộng đồng tự trị của Galicia.
see also: Isaac Touro và Touro College.
42°52′B 8°17′T / 42,867°B 8,283°T